# Oudjana
Oudjana est une commune de la wilaya de Jijel en Algérie, située au sud de Taher.

## Géographie

### Situation
Le territoire de la commune d'Ouadjana se situe au centre de la wilaya de Jijel.
| Emir Abdelkader | Taher    | Chahna |
| Texenna         | Ouadjana | Chahna |
| Texenna         | Djimla   | Chahna |

### Localités de la commune
La commune d'Oudjana est composée de vingt-huit localités :
- Aïn Aklal
- Aïn Lahmam
- Aïn Makrat
- Aïn Soltane
- Amzour
- Assemar
- Ben Khettab
- Bir Ali
- Bohaira (barrage d'eau)
- Bouafroune
- Djebila
- Dar Braham
- Dar El Hocine
- Dar El Hadj
- Dar Fares
- El Ancer
- El Ghelab
- El Kandoula
- El Maïda
- El Mersa
- El Miss
- Hadjer
- Merdh El Souk
- Mghaychia
- Oudjana centre
- Oudjana ancienne
- Ouled Ali
- Ouled Rabah
- Kouamèche
- Sahel
- Tagharezt
- Zaouia